# Andonios Nikopolidis
Andonios Nikopolidis (gr. Αντώνιος Νικοπολίδης, ur. 14 stycznia 1971 w Arcie) – były grecki piłkarz występujący na pozycji bramkarza.

## Kariera klubowa
Piłkarską karierę zaczynał w barwach trzecioligowego klubu Anagennisi Artas. W wieku dziewiętnastu lat został ściągnięty do Panathinaikosu Ateny, gdzie przez kolejnych osiem sezonów był zmiennikiem: najpierw reprezentanta kraju Nikosa Sarganisa, a od rozgrywek 1990–1991 – Polaka Józefa Wandzika. W tym czasie w barwach Panathinaikosu wystąpił dwadzieścia razy.
Miejsce w wyjściowym składzie wywalczył w sezonie 1997/1998. Najpierw zastępował kontuzjowanego Wandzika, a po jego powrocie do zdrowia utrzymał pozycję pierwszego bramkarza. W ciągu piętnastu lat gry w Panathinaikosie wywalczył pięć tytułów mistrza Grecji oraz tyleż razy zwyciężał w rozgrywkach o krajowy Puchar. Skuteczna gra w tym klubie otworzyła mu także drogę do reprezentacji. Na początku 2004 przegrał rywalizację z Konstandinosem Chalkiasem (rywalem również z kadry) i przeniósł się do Olympiakosu Pireus. W barwach tego zespołu, którego został także kapitanem, zdobył kolejnych pięć mistrzostw kraju.
Piłkarską karierę zakończył na początku 2011 roku; w meczu ligowym z Larissą (6:0), rozegranym 17 kwietnia, w ostatniej minucie zmienił Balázsa Megieriego.

## Kariera reprezentacyjna
W reprezentacji Grecji, w której barwach rozegrał 90 meczów, zadebiutował 18 sierpnia 1999 roku w spotkaniu towarzyskim z Salwadorem, kiedy w drugiej połowie zastąpił Eliasa Atmatzidisa.
Mimo bycia rezerwowym w Panathinaikosie został pierwszym bramkarzem drużyny, która prowadzona przez Niemca Otto Rehhagela wystąpiła na Euro 2004. Grecy po zwycięstwie między innymi nad Portugalią (2:1 i 1:0), obrońcami mistrzowskiego trofeum Francuzami (1:0) oraz Czechami (1:0) zdobyli złoty medal. Wielu komentatorów podkreślało, że najmocniejszą stroną greckiej jedenastki była żelazna dyscyplina i efektywna gra w defensywie. Nikopolidis, który przepuścił cztery gole, został wybrany do najlepszej jedenastki mistrzostw.
Przez kolejne cztery lata miał pewne miejsce w drużynie narodowej. Od 2 kwietnia 2003 (mecz eliminacji Euro 2004 z Irlandią Północną) do 16 października 2005 (spotkanie towarzyskie z Węgrami) rozegrał w niej wszystkie mecze w pełnym wymiarze czasowym. Brał udział w Pucharze Konfederacji 2005 (wszystkie mecze) oraz Euro 2008 (wszystkie mecze). Po tym ostatnim turnieju, na którym w trzech spotkaniach przepuścił pięć goli, postanowił zakończyć karierę reprezentacyjną.

## Sukcesy piłkarskie
- Panathinaikos Ateny:
- półfinał Ligi Mistrzów 1996
- mistrzostwo Grecji 1990, 1991, 1995, 1996 i 2004,
- Puchar Grecji 1991, 1993, 1994, 1995 i 2004,
- Superpuchar Grecji 1993 i 1994
- Olympiakos Pireus:
- mistrzostwo Grecji 2005, 2006, 2007, 2008, 2009 i 2011,
- Puchar Grecji 2005, 2006, 2008 i 2009,
- Superpuchar Grecji 2007

Zdobył z Reprezentacją Grecji mistrzostwo Europy 2004, uczestniczył w Pucharze Konfederacji 2005 (runda grupowa) i na Euro 2008 (runda grupowa).